# Phlyctochytrium aestuarii
Phlyctochytrium aestuarii är en svampart som beskrevs av Ulken 1972. Phlyctochytrium aestuarii ingår i släktet Phlyctochytrium och familjen Chytridiaceae.   Inga underarter finns listade i Catalogue of Life.